# Adam Morgan
Adam Christopher Morgan (né le 27 février 1990 à Tampa, Floride, États-Unis) est un lanceur gaucher des Phillies de Philadelphie de la Ligue majeure de baseball.

## Carrière
Joueur des Crimson Tide de l'université de l'Alabama, Adam Morgan est repêché au 3e tour de sélection par les Phillies de Philadelphie en 2011.
Il fait ses débuts dans le baseball majeur comme lanceur partant des Phillies le 21 juin 2015 et, avec un seul point accordé et 6 retraits sur des prises en 5 manches et deux tiers lancées, il remporte face aux Cardinals de Saint-Louis sa première victoire.